# 舌形樱蛤
舌形樱蛤（学名：Pharaonella rostrata），是帘蛤目樱蛤科小王蛤属的一种。主要分布于中国大陆，常栖息在潮间带。